# Hadirégészet
A hadirégészet a hadtörténelem segédtudománya, mely elsősorban a történeti régészet szemléletének megfelelően, a levéltári forrásokon alapuló hadtörténeti rekonstrukciók alapján megfogalmazott kérdésekre keres választ a terepkutatás során. A hadtörténelmi forráskritika egy eszközének is tekinthetjük, azonban a célirányos kutatások során, a természettudomány eszközrendszerét alkalmazva, képes új információk, tehát új forráscsoport feltárására, azonban ezek értelmezése csak az írott források tükrében adhat tudományos értékű eredményt.
Mivel az esetek többségében konkrét objektum vagy esemény nyomát keressük, az előkerülő leletanyag viszonylag pontosan datálható, az összecsapások esetében szinte órára pontosan meghatározható a tárgyak elszóródásának időpontja. A leletanyag pontos datálásával, a más lelőhelyeken előkerülő azonos tárgyak támpontot adhatnak az érintett jelenség korának meghatározásához.
A kutatási területnek mind a nemzetközi, mind a hazai szakirodalomban többféle elnevezése fordul elő. Az angol military archaeology felel meg leginkább a hadirégészetnek. A battlefield archaeology tartalmát a csatatérkutatás és a hadszíntérkutatás fedi le, azonban figyelembe véve, hogy a csatatér és a hadszíntér nem azonos fogalmat takarnak, célszerűbb a harctérkutatás használata.

## Típusai
A hadirégészeti kutatásoknak öt típusát különböztetjük meg a kutatási cél és az alkalmazott módszerek szerint:
1. A hadtörténelmi terepelemzés a források alapján az események és objektumok helyét, a terep egykori állapotát és a katonai tevékenységre gyakorolt hatását igyekszik rekonstruálni.
2. A hadisír kutatás a rendelkezésre álló források alapján, az elhunyt katonák sírjainak, maradványainak lokalizálását, a sírok feltárását és az ott tapasztalt jelenségek értelmezését valamint a csontmaradványok antropológiai vizsgálatát végzi.
3. A Roncskutatás járművek és nehézfegyverek maradványaival foglalkozik. Ennek megfelelően a roncs fogalmát célszerű két csoportra bontani: járműroncsokra és fegyverroncsokra. A kettő között nem húzható éles határvonal, de rendező elvként elfogadható, hogy a katonai járműveknek személyzete van, tehát embereket szállít, a harcjárművek pedig ezen felül még fegyverzettel is rendelkeznek. A járműroncsokat a közeg szerint csoportosíthatjuk, melyben eredetileg mozogtak. Megkülönböztetünk vízi, szárazföldi és légi járműveket.
4. A létesítménykutatás, a hadtörténelem szempontjából értékes információt tartalmazó épített emlékeket vizsgálja. A kivitelezés szempontjából két nagy csoportra oszthatjuk a létesítményeket. Az állandó építmények szilárd anyagokból, tartós használatra készülnek. Várak, erődök, laktanyák, raktárak, repülőterek, katonai temetők, emlékművek tartoznak ide. A másik csoportot a tábori építmények alkotják, melyeket egy adott katonai feladat végrehajtása során készítenek. Ezek lehetnek erődítések, sáncok, katonai táborok.
5. A harctérkutatás során, konkrét események, rendszerint összecsapások nyomait kutatjuk, annak érdekében, hogy a pontos helyszínt meghatározzuk és a leletek eloszlása és típusa alapján következtetéseket vonjunk le a történésekre vonatkozóan. Az eseményrekonstrukció szempontjából elsődlegesen azokat a tárgyakat kell figyelembe venni, melyek nagy valószínűséggel a harc során, a legnagyobb tömegben szóródnak el és a zsákmánygyűjtők számára nem jelentettek értéket. Ezek általában a különböző lövedékek, töltény alkatrészek. A leletanyag eloszlásának grafikus megjelenítése, a tárgyak elemzése során nyert adatokkal kiegészítve alkotja az esemény lelet mintázatát, mely alapján a források tükrében rekonstruálható az összecsapás.

## Hadirégészet a nemzetközi tudományos életben
A modern hadirégészet, ezen belül a harctérkutatás kezdetének a Little Bighorn-i csatatéren 1983-ban megkezdett kutatásokat tekinthetjük. A Richard Alan Fox és Douglas D. Scott által vezetett kutatás kiterjedt az elesettek sírjainak régészeti feltárására, valamint a terep műszeres átvizsgálására, amelyhez amatőr fémkeresősöket is bevontak, akik képesek voltak a nagy kiterjedésű területen megkeresni az összecsapás során elszóródott apró fémtárgyakat. A leletanyag elemzésébe kiváló törvényszéki antropológusok, fegyverszakértők, történészek kapcsolódtak be.
A Little Bighorn-i kutatások során kidolgozott módszereket sikerrel alkalmazta D. Scott Monroe Crossroad-nál, Big Hole-nál, Charles M. Haecker pedig Palo Altónál.
1996 augusztusában Towton szélén szenzációs régészeti lelet, az 1461. évi csata egyik tömegsírja került elő. A következő esztendőben Tim Sutherland, aki részt vett a feltárásban, kutatásokat kezdett a csatatéren, azzal a céllal, hogy feltárja a tömegsír és a csatatér összefüggéseit. Az ő nevéhez fűződik a Konfliktusrégészet Nemzetközi Kutatóhálózatának – CAIRN (Conflict Archeology International Research Network) – megszervezése is. Sutherland 2005-ben a CAIRN és az Angol Régészeti Kutatások – BAJR (British Archeological Jobs Resource) – honlapján egy összefoglalót közölt] a konfliktusrégészeti kutatásokról.
Az angol hadirégészet másik meghatározó személyisége, Tony Pollard 1999-ben kezdett kutatásokat csoportjával a zulu háborúk csataterein Dél-Afrikában. Eredményeik alapján 2002-ben az Optomen Television, a Zulu háború legjelentősebb összecsapásáról, az isandlwanai csatáról forgatta a 4-es csatorna (Channel 4) A halál titkai című sorozatának egyik részét. A műsor sikerén felbuzdulva 2002–2003 között, immár a BBC 2 részére készítettek két, 6-6 filmből álló sorozatot, mely Pollard Neil Oliverrel közösen folytatott angliai csatatérkutatásairól szólt. A Two Men in a Trench (Két férfi a lövészárokban) című sorozatot nálunk a Spektrum televízió vetítette Ássuk ki a csatabárdot címmel. Pollard ténykedésének komoly eredménye, hogy vezetésével a Glasgow-i egyetemen posztgraduális képzés indult a csatatérkutatás tárgykörében és 2004-ben megalapította a Studies in the Archeology of Conflict (Konfliktusrégészeti Közlemények) című periodikát.
Svédországban 2003-tól a Kulturális Örökségvédelmi Program (Riksantikvarieämbetet) keretében felállítottak egy hadirégész csoportot is Bo Knarrstörm vezetésével, amelynek tagjai a 13.-tól a 20. századig terjedő időszak közel tucatnyi csataterén folytattak vizsgálatokat. 2009 szeptemberében bekapcsolódtak az 1632. évi lützeni csata André Schrüger, a Hallei Múzeum régésze által indított helyszíni kutatásaiba, amely programhoz csatlakozott Tony Pollard, Tim Sutherland és Glen Foard angol hadirégész is.
2003 novemberében a Flamand Régészeti Intézetben, a belgiumi Ypernben is megkezdte működését egy Első Világháborús Régészeti Osztály – IAP (Department of First World War Archaeology, part of the Institute for the Archaeological Heritage of the Flemish Community) –, amely együttműködik a tűzszerész szolgálattal és amatőr hadszíntérkutató csoportokkal. Az osztály feladata Nyugat-Flandria első világháborús emlékeinek feltárása és az ezzel kapcsolatos kulturális örökségvédelmi feladatok koordinálása.
Az angol kutatók egyre népesebb csoportja foglalkozik az első világháború nyugati frontjával. A kutatási terület sajátosságait Nicholas J. Saunders foglalta össze, aki meghatározta az első világháborús kutatások helyét a régészet területén.
Az európai kontinens legsikeresebb ókori harctérkutatása a németországi Osnabrück közelében folyik az egykori teutoburgi csata helyszínén, ahol Kr. u. 9-ben három légiót semmisítettek meg a Varus által vezetett germán törzsek.

## A magyar hadirégészet
Hazánkban a hadtörténelmi célú terepkutatások előzményei a XIX. század közepéig nyúlnak vissza, amikor a Magyar Orvosok és Természetvizsgálók Egyesülete rendszeres terepbejárásokat tartott a magyar hadtörténelem nevezetes csataterein. A rendezvényeken a kor neves hadtörténészei ismertették az ott lezajlott összecsapásokat. 1845. augusztus 9-én például a mohácsi csatatéren Kiss Károly tartott előadást a csatáról. Az 1920-as évek második felében Stein Aurél Nagy Sándor ázsiai hadjáratának nyomait kutatta fel, ami kivívta az európai tudományos körök elismerését.
Az első világháború után, a trianoni Magyarországon jelentős szerepet kapott a magyar hadtörténelmi múlt emlékeinek összefogott kutatása és bemutatása. Vitéz Aggházy Kamil ezredes meghatározó szerepet játszott a hadtörténelmi kutatások tudományos alapvonalainak meghatározásában. Komplex kutatói szemléletét leginkább Budavár 1849-es ostromáról írt könyve tükrözi. Ennek lényege, hogy a hadtörténelmi kutatás alapját jelentő információk elsődleges forrásai a dokumentumok, melyek az emberi gondolatot őrzik. A másik csoportot a tárgyak jelentik. Ezek tükrében rekonstruálható a múlt, azonban az esemény megjelenítése csak a hiteles helyszínre vetítve lehetséges, ami szükségessé teszi a múltbéli állapotok rekonstruálását.
Aggházi szemlélete áthatotta a Hadtörténeti Múzeum kutatóinak tevékenységét is, akik magától értetődő természetességgel kezdeményeztek terepkutatásokat vagy vettek részt régészeti feltárásban. Jelen voltak a budavári földmunkáknál, ahol egy török bronz ágyú is előkerült.
A csataterek kutatásánál elsősorban a terepbejárás, információgyűjtés és az esetleges tömegsírok feltárása kapott hangsúlyt. A magyar hadtörténelem leghíresebb csataterén, a mohácsi síkon a csata 400. évfordulóján kezdődtek tudományos igényű kutatások. Gergely Endre, a Hadtörténeti Múzeum munkatársa terepbejárásokat és ásatásokat végzett az említett területen, de fáradozása nem hozott eredményt. 1959-től Papp László a pécsi Janus Pannonius Múzeum régésze folytatta a terepbejárásokat, melynek eredményeként azonosította a tömegsírok helyszínét.
A hazai hadirégészet aktív területe a várkutatás. Ennek látványos eredménye Bajcsavár feltárása, mely a történeti régészet sikeres példája, ugyanis az ásatás során észlelt jelenségek értelmezése a történészek által felkutatott dokumentumoknak volt köszönhető, akik a feltárt jelenségek értelmezésében is részt vettek. Megkezdődött az újkori erődítések vizsgálata is. Szabó József János közel egy évtizeden keresztül, rendszeresen vezetett expedíciókat a Keleti Kárpátokba, hogy az Árpád-vonal maradványait felmérje és megismerje a védelmi vonal történetét. Juhász Attila és Mihályi Balázs pedig a főváros keleti peremén, a második világháborúban kiépített Atilla-vonalat és a város védelmi rendszerét rekonstruálták térinformatikai módszerekkel.
Csikány Tamás az 1849. július 2-i komáromi csatát bemutató könyvében – több terepbejárás tapasztalataira építve – nagy teret szentelt a terep elemzésének. Hasonlóan jelentős szerepet kapott a helyszíni rekonstrukció Lénárt Sándor művében is, mely a mezőkeresztesi csata korábban elfogadott lokalizációját bírálta felül. A magyar régészeti irodalomban megjelenő hadszíntérkutató szemléletet példázza Laszlovszky Józsefnek a tatárjárás régészetét bemutató tanulmánya.
Az 1980-as évek közepén fejlődésnek indult a magyar roncskutatás. Tóth Ferenc és munkatársai a repülőroncsok felkutatásában és kiemelésében értek el szép sikereket. 2007-ben megalakult a Magyar Roncskutatók Egyesülete, mely a hazai harcjármű és repülőgép roncsok felkutatását és átvizsgálását végzi.
A magyar könnyűbúvárok legjelentősebb roncskutató vállalkozása a Szent István csatahajó lokalizálása volt az ezredfordulón. A merülés során rögzített megfigyeléseik nagyban módosították a csatahajó pusztulásával kapcsolatos addigi nézeteket.
2002-ben megalakult a Magyar Hadtudományi Társaság Csata- és Hadszíntérkutató Szakosztálya, melynek tagjai a hazai helyszínek mellett rendszeres kutatásokat folytatnak az első világháborús Isonzó-front szlovén és olasz harcterein.
2003-ban a Hadtörténelmi Közlemények, „Csata- és hadszíntérkutatás” rovattal bővült.
2006-ban dr. Holló József altábornagy, a HM HIM főigazgatójaként jelentős lépést tett a magyar hadirégészet fejlesztése érdekében, amikor a múzeum szervezetében megalakította a Hadirégész, Hadszíntérkutató és Hagyományőrző osztályt, melynek alapfeladata a hadtörténelmi terepkutatások végrehajtása. Az utóbbi években a területileg illetékes múzeumokkal. a Magyar Hadtudományi Társasággal, civil szervezetekkel valamint a Zrínyi Miklós Nemzetvédelmi Egyetemmel együttműködve, sikeres kutatásokat folytatott az 1526-os mohácsi, az 1710-es romhányi csata, az 1664-ben lerombolt Zrínyi-Újvár és az 1950-es években épített déli erődvonal területén. 2011-ben a HM HIM átszervezése miatt a hadirégészeti kutatásokkal foglalkozó osztályt felszámolták.

## Szakirodalom

### Hadisír
- Bengt Thordeman: Armour from the battle of Wisby 1361. Stockholm, 1939.
- Bill Warnock: The Dead of Winter. How battlefield investigators, WWII veterans, and forensic scientist solved the mystery of the Bulge’s lost soldiers. Chamberlain Bros. New York, 2005.
- Blood red roses: the archaeology of a mass grave from the battle of Towton ad 1461. Ed. by Veronica Fiorato, Anthea Boylston and Christopher Knüsel, Oxbow Books, Oxford, 2000.
- Douglas D. Scott and Melissa A. Connor: They Died With Custer: Soldiers’ Bones from the Battle of the Little Bighorn. University of Oklahoma Press, Norman, 2002.
- Richard Osgood: The unknown warrior. the archaeology of the common soldier. Sutton 2006.

### Roncskutatás
- Alsdorf Dietrich: Feldflugplätze und Fliegerhorste der Luftwaffe 1935–1945. Spurensuche Band 6. Podzun Pallas Verlag, 1999.
- Guy de la Bedoyere: Battles Over Britain: The Archaeology of the Air War. Tempus Publishing, Stroud. 2000.
- Ian McLachlan: Flights into History. Final Missions Retold by Research and Archaeology. Sutton Publishing, Chalford 2007.
- Michael Balss: Zeugnisse des Luftkrieges Flugzeugbergungen und Fliegerschicksale. Spurensuche Band 3. Podzun Pallas Verlag, 1998.
- Neil Faulkner: In Search of the Zeppelin War: The Archaeology of the First Blitz. Tempus Publishing Ltd, 2008.
- Wolfgang Fleischer: Das Aufspüren, Bergen und Bewahren von militarhistorischen Bodenfunden. Spurensuche Band 1. Podzun Pallas Verlag, 1997.
- Wolfgang Fleischer: Das Aufspüren, Bergen und Bewahren von militarhistorischen Bodenfunden. Spurensuche Band 4. Podzun Pallas Verlag, 1999.
- Wolfgang Fleischer: Panzer und anderes militärisches Großgerät. Spurensuche Band 8. Podzun Pallas Verlag, 2001.
- Militärarchäologie des Zweiten Weltkrieges: Basiswissen und Episoden militärhistorischer Feldforschung. (Wolfgang Fleischer, Ronald Größner, Horst Schuh) Helios Verlagsges., 2011.

### Harctérkutatás
- Andrew Robertshaw, David Kenyon: Digging the Trenches. The Archaeology of the Western Front. Pen & Sword Military, 2008.
- Archeological Perspectives on the American Civil War. Edited by Clarence R. Geier and Stephen R. Potter. University Press of * Florida, 2003.
- Charles M. Haecker, Jeffrey G. Mauck: on the Prairie of Palo Alto: Historical Archaeology of the U.S.-Mexican War Battlefield. * Texas A&M University Press, 1997.
- Clunn, J. A. S.: In Quest of the Lost Roman Legions: Discovering the Varus Battlefield. Casemate Publishing, London, 2004.
- David R. Starbuck: Massacre at Fort William Henry. University Press of New England, Hanover, 2002.
- David R. Starbuck: Rangers and Redcoats on the Hudson. Exploring the past on Rogers Island, the Birthplace of the U.S. Rangers. University Press of New England, Hanover and London, 2004.
- David R. Starbuck: The Great Warpath. British Military Sites from Albany to Crown Point. University Press of New England, Hanover and London, 1999.
- David R. Starbuck: Excavating the Sutlers' House: Artifacts of the British Armies in Fort Edward and Lake George. University Press of New England, Hanover and London, 2010.
- David R. Starbuck: The Archaeology of Forts and Battlefields. University Press of Florida, 2012.
- Douglas D. Scott and Richard A. Fox: Archaeological Insights into the Custer Battle: An Assessment of the 1984 Field Season. University of Oklahoma Press, Norman, 1987.
- Douglas D. Scott, Richard A. Fox, Melissa A. Connor and Dick Harmon: Archaeological Perspectives on the Battle of Little Bighorn. University of Oklahoma Press, Norman, 2000.
- Douglas D. Scott: A Sharp Little Affair: The Archeology of the Big Hole Battlefield. Reprints in Anthropology Volume 45. 1994.
- Frank Berger, Georgia Franzius, Wolfgang Schlüter, Susanne Wilbers-Rost: Archäologische Quellen zur Varusschlacht? Die Untersuchungen in Kalkriese, Stadt Bramsche, sowie Venne und Schwagstorf, Gemeinde Ostercappeln, Landkreis Osnabrück. Antike Welt 22, 1991.
- Georgia Franzius: Die Fundgegenstände aus Prospektion und Grabungen in der Kalkrieser-Niewedder Senke bei Osnabrück. Germania 70, 1992.
- Jerome A. Greene, Douglas D. Scott, and Christine (FWD) Whitacre: Finding Sand Creek: History, Archeology, and the 1864. Massacre Site. 2006.
- Joachim Harnecker: Arminius, Varus und das Schlachtfeld von Kalkriese. Eine Einführung in die archäologischen Arbeiten und ihre Ergebnisse. 2. Aufl. Rasch, Bramsche, 2002.
- John and Patricia Carman: Bloody Meadows: Investigating Landscapes of Battle. Thrupp, Gloucestershire: Sutton Publishing, 2006.
- John Laffin: Battlefield Archeology. London, 1987.
- John Laffin: Digging up the diggers' war : Australian battlefield archaeology. Kangaroo Press, 1993.
- John Schofield: Aftermath: Readings in the Archaeology of Recent Conflict. Springer, New York 2009.
- John Schofield: Combat Archaeology: Material Culture and Modern Conflict. Duckworth Publishers, New York 2005.
- Kalkriese 3 - Interdisziplinäre Untersuchungen auf dem Oberesch in Kalkriese. Archäologische Befunde und Naturwissenschaftliche Begleituntersuchungen. Museum und Park Kalkriese 2009.
- Look to the Earth. Historical Archeology and the American Civil War. Edited by Clarence R. Geier, Jr., and Susan E. Winter. The University of Tenesse Press, Knoxville, 1994.
- Marko Simic: Po sledeh Soske fronte. Zalozba Mladinska Knjiga, Ljubljana, 1998.
- Martin Brown and Richard Osgood: Digging Up Plugstreet: The Western Front Unearthed. Haynes Publishing Group 2009.
- Négyesi Lajos: Csaták néma tanúi. A csata- és hadszíntérkutatás – hadtörténeti régészet fogalma és módszerei. HM HIM 2010.
- Nicholas J. Saunders: Killing Time, Archaeology and the First World War. Sutton Publishing, 2007.
- Scott, Douglas D. and William J. Hunt, Jr.: The Civil War Battle at Monroe’s Crossroads – A Historical Archeological Perspective. United States Army, Fort Bragg, North Carolina, and Southeast Archeological Center, National Park Service, Tallahassee, Florida, 1998.
- Terry Gander: Military archaeology. A collectors’ guide to 20th century war relics. Cambridge, 1979.
- Tim Linch and Jon Cooksey: Battlefield Archeology. Tempus, 2007.
- Tony Pollard and Neil Oliver: Two Men in a Trench. Penguin Books, 2002.
- Tony Pollard and Neil Oliver: Two Men in a Trench II: Uncovering the Secrets of British Battlefields. Penguin Books, 2003.
- Tony Pollard: Culloden: The History and Archaeology of the Last Clan Battle. Pen & Sword Books Limited, 2009.
- Wolfgang Glückelhorn: Archäologie des II. Weltkrieges am Mittelrhein. Bodendenkmäler, Bauten und Ruinen erinnern. Teil I. Helios Verlag, 2007.
- Yves Desfosses, Alain Jacques, Gilles Prilaux: L'archéologie de la Grande Guerre. Ouest-France 2008.
- War and archaeology in Britain: the exacavation of ancient sites and the preservation of historic buildings. (Great Britain. Ministry of Public Building and Works) H. M. Stationery Off., 1949.

### Tanulmánygyűjtemény
- Carnuntum Jahrbuch 2005. Archäologie der Schlachtfelder - Militaria aus Zerstörungshorizonten Akten der 14. Internationalen Roman Military Equipment Conference (Romec) Wien, 27.-31. August 2003. Jobst Werner (Schriftleitung) Wien, 2005.
- Archaeology of War: Human Conflict Since the Dawn of Civilization. By Archaeology Magazine. Hatherleigh Press, New York–London, 2005.
- Battlefields Annual Review. (Edited by John Cooksey,) Pen&Sword, 2005.
- David Watson: Battlefield Detectives. Granada, London, 2003.
- Fields of Conflict. (Edited by Douglas Scott, Lawrence Babits and Charles Haecker.) Praeger Security International, Westport Connecticut, London, 2007.; második kiadás: Fields of Conflict. (Edited by Douglas Scott, Lawrence Babits, and Charles Haecker) Washington, D.C. 2009.
- Past Tense. Studies in the Archeology of Conflict. (Edited by Toni Pollard and Iain Banks.) Leiden, Boston, 2006.
- Scorched Earth. Studies in the Archeology of Conflict. (Edited by Toni Pollard and Iain Banks.) Leiden, Boston, 2007.
- War and Sacrfice. Studies in the Archeology of Conflict. (Edited by Toni Pollard and Iain Banks.) Leiden, Boston, 2007.[halott link]
- Bastions and Barbwire. Studies in the Archeology of Conflict. (Edited by Toni Pollard and Iain Banks.) Leiden, Boston, 2009.
- Matériel Culture. The archaeology of twentieth century conflict. Ed. John Schofield, William Gray Johnson and Collen M. Beck. One World Archaeology 44. Routledge, London and New York 2002.
- The Historical Archaeology of Military Sites: Method and Topic. (Clarence R. Geier, Lawrence E. Babits, Douglas D. Scott, David G. Orr) Texas A&M University Press, 2010.
- The Archaeology of English Battlefields: Conflict in the Pre-Industrial Landscape. (Glenn Foard, Richard Morris) Council for British Archaeology, 2012.

## Külső hivatkozások
- T.L. Sutherland összefoglalója a BAJR (British Archeological Jobs Resource)honlapján a hadirégészetről PDF formátumban
- A Glasgow-i Egyetem Hadirégészeti Központja (Centre for Battlefield Archaeology)
- A Heidelberg-i Egyetem Hadirégészeti Központja (Center for Historic and Military Archaeology)
- Douglas D. Scott kutatásai Monroe Crossroad-nál
- Douglas D. Scott kutatásai Bear Paw-nál Archiválva 2011. március 2-i dátummal a Wayback Machine-ben
- Charles M. Haecker kutatásai Palo Alto-nál
- Kutatások a teutoburgi (Kr.u.9.) csata helyszínén. (a Varus Kurier letölthető számai)